# Olga Alexandrowna Schtyrenko
Olga Alexandrowna Schtyrenko (russisch Ольга Александровна Штыренко; * 6. Juli 1977 in Wolgograd, Russische SFSR, Sowjetunion) ist eine russische Rhythmische Sportgymnastin.
Sie nahm an den Olympischen Sommerspielen 1996 teil, bei denen sie in der Rhythmischen Sportgymnastik im Mannschaftsmehrkampf mit Jewgenija Botschkarjowa, Julija Iwanowa, Angelina Juschkowa, Jelena Kriwoschei und Irina Dsjuba die Bronzemedaille gewann. Bei den Weltmeisterschaften 1995 gewann Schtyrenko ebenfalls eine Bronzemedaille.
Bei den Weltmeisterschaften 1992 gewann Schtyrenko die Goldmedaille.

## Auszeichnungen
- 1996:  Verdienter Meister des Sports Russlands[1]
- 1997:  Medaille des Ordens für die Verdienste für das Vaterland II. Klasse[2][1]